# Контум (провинция)
Конту́м (вьет. Kon Tum, тьы-ном 崑嵩) — провинция Вьетнама на плоскогорье Тэйнгуен. Административный центр провинции — город Контум — находится в 1080 км от Ханоя и в 765 км от Хошимина.

## География
На западе граничит с соседними странами — Лаосом и Камбоджей, на севере, востоке и юге — с провинциями Куангнам, Куангнгай и Зялай соответственно. Провинция Контум славится своими живописными видами природы: есть один национальный парк и три природоохранных района. Джунгли занимают половину территории провинции. Климат тропический муссонный. Максимальная точка над уровнем моря — гора Нгоклинь (Ngoc Linh), 2598 метров. Вблизи границы с провинцией Зялай расположено водохранилище гидроэлектростанции Яли.

## История
Через провинцию во времена войны с США проходила «тропа Хо Ши Мина» и происходило много сражений.

## Население
В провинции проживает много этнических групп: вьеты — 46,6 %, седанги — 24,3 %, бахнар — 12,5 %, зярай — 4,8 %, раглай и другие.

## Административное деление
Контум подразделяется на:
- город провинциального подчинения Контум

и 8 уездов:
- Дакглей (Đắk Glei)
- Дакха (Đắk Hà)
- Дакто (Đắk Tô)
- Конплонг (Kon Plông)
- Конрэй (Kon Rẫy)
- Нгокхой (Ngọc Hồi)
- Шатхэй (Sa Thầy)
- Туморонг (Tu Mơ Rông)

## Экономика
Основа экономики — выращивание кофе, чая, какао и скотоводство.

## Транспорт
Два национальных шоссе. Небольшой аэропорт в городской общине-коммуне Дакто (уезд Дакто), основной — в соседней провинции Зялай (аэропорт Плейку). Пограничный переход с Лаосом.